# Jackie Woodburne
Jackie Woodburne (Carrickfergus, 5 de fevereiro de 1956), nome artístico de Jacqueline Ann Woodburne, é uma atriz norte-irlandesa naturalizada australiana notável por sua carreira na televisão da Austrália, e que é mais conhecida por seu papel de Susan Kennedy na série Neighbours, um papel que ela interpreta há quase três décadas.

## Primeiros anos e educação
Woodburne nasceu em Carrickfergus, Condado de Antrim, na Irlanda do Norte. Ela tem dois irmãos mais velhos: John e Stephen. Aos três anos, emigrou com a família para a Austrália, onde residiu inicialmente em diferentes regiões. Por volta dois sete ou oito anos, sua família mudou-se para Frankston, em Vitória, onde Jackie cresceu e frequentou a escola primária, estudando na Forest Hill Primary School, Monterey Secondary College e Karingal High School. Ao lado de Janet Andrewartha, futura colega de elenco em Neighbours, Woodburne cursou artes cênicas na National Theatre Drama School em Melbourne, graduando-se em 1980.

## Carreira

### Inícios na televisão eNeighbours
Entre seus primeiros trabalhos na televisão, estão algumas produções da Australian Broadcasting Corporation, incluindo as minisséries Outbreak of Love (1980), em que interpretou Josie, e 1915 (1982), na qual foi escalada como Dianne. Em relação a esta última atração, cujo enredo é ambientado na Primeira Guerra Mundial, ela disse que a minissérie não era focada apenas nos combates, pois a história também mostrava como a vida das mulheres fora afetada pelo conflito bélico. Em 1990, Woodburne tentou juntar-se ao elenco de Home and Away, fazendo um teste para o papel de Pippa Fletcher, mas a personagem foi entregue para Debra Lawrance.
A atriz tornou-se mais conhecida por papéis em soap operas. Entre 1985 e 1986, interpretou Julie Egbert em Prisoner; um poema lido por Julie num dos episódios da série foi escrito pela própria Woodburne. Em seguida, ela começou a interpretar Susan Kennedy em Neighbours, um papel que tem desempenhado desde 1994. Anteriormente, a artista havia interpretado a irmã do personagem de Alan Fletcher em Cop Shop entre 1982 e 1983, antes de serem escalados como o casal Karl e Susan em Neighbours. Outros papéis em soap operas incluem uma breve aparição no primeiro episódio de Sons and Daughters (interpretando Patricia em flashbacks), alguns episódios de A Country Practice e uma participação maior em The Young Doctors, em que interpretou a enfermeira Gordon de 1981 a 1982.

### Outros trabalhos
A partir de 2014, Woodburne tornou-se a protagonista de Night Terrace, uma série de comédia narrativa em áudio na qual interpretou Dra Anastasia Black, personagem que ela descreveu como "basicamente uma Doctor Who feminina". A série surgiu a partir do podcast Splendid Chaps e teve duas temporadas, com a segunda lançada em fevereiro de 2016. Ambas as temporadas foram licenciadas para radiodifusão, com a primeira estreando na BBC Radio 4 Extra em 2019, como parte do bloco de programação The 7th Dimension. Em 2014, a produção venceu um prêmio de excelência no Aurealis Awards. A atriz também apareceu em um documentário especial comemorativo do 30º aniversário de Neighbours, intitulado Neighbours 30th: The Stars Reunite, que foi ao ar na Austrália e no Reino Unido em março de 2015.

## Filmografia

### Cinema
| Ano  | Título            | Papel      | Notas          | Ref.   |
| ---- | ----------------- | ---------- | -------------- | ------ |
| 2003 | Ain't Got No Jazz | Prostituta | Curta-metragem | [ 21 ] |

### Televisão
| Ano     | Título                                 | Papel                                        | Notas                                   | Ref.          |
| ------- | -------------------------------------- | -------------------------------------------- | --------------------------------------- | ------------- |
| 1980    | Outbreak of Love                       | Josie Von Flugel                             | Minissérie                              | [ 5 ]         |
| 1982-83 | Cop Shop                               | Gina Rossi                                   | Recorrente                              | [ 3 ] [ 11 ]  |
| 1981    | Sara Dane                              | Elizabeth                                    | 1 episódio                              | [ 22 ]        |
| 1981-82 | The Young Doctors                      | Maggie Gordon                                | Recorrente                              | [ 14 ]        |
| 1982    | Sons and Daughters                     | Patricia                                     | Primeiro episódio                       | [ 12 ]        |
| 1982    | 1915                                   | Dianne                                       | Regular                                 | [ 6 ]         |
| 1983-91 | A Country Practice                     | Sarah Biggs / Deborah Koonig / Kate Bartlett | Recorrente                              | [ 13 ] [ 23 ] |
| 1985    | Special Squad                          | Sharon                                       | Episódio: "Mates"                       | [ 24 ]        |
| 1985    | The Fast Lane                          | Ruth                                         | Episódio: "The Below Average Samaritan" | [ 25 ]        |
| 1985-86 | Prisoner                               | Julie Egbert                                 | Recorrente                              | [ 8 ]         |
| c. 1987 | The Flying Doctors                     | Elaine Dermody                               | Episódio: "Keeping Up Appearances"      | [ 26 ]        |
| 1993    | The Flood: Who Will Save Our Children? | Lavonda                                      | Telefilme                               | [ 23 ] [ 27 ] |
| 1994-p. | Neighbours                             | Susan Kennedy                                | Regular                                 | [ 10 ]        |
| 2015    | Neighbours 30th: The Stars Reunite     | Ela mesma                                    | Especial                                | [ 20 ]        |

### Web
| Ano  | Título                     | Papel         | Notas                           | Ref.   |
| ---- | -------------------------- | ------------- | ------------------------------- | ------ |
| 2014 | Neighbours vs. Zombies     | Susan Kennedy | Websérie derivada de Neighbours | [ 28 ] |
| 2016 | Neighbours: Summer Stories | Susan Kennedy | Websérie derivada de Neighbours | [ 29 ] |
| 2017 | Neighbours vs. Time Travel | Susan Kennedy | Websérie derivada de Neighbours | [ 30 ] |

## Reconhecimento
Por sua interpretação de Susan Kennedy em Neighbours, Woodburne recebeu várias nomeações a prêmios, incluindo o de melhor atuação feminina no festival internacional de televisão Rose d'Or, na edição de 2005. Em 22 de março de 2007, Susan tornou-se oficialmente a mais antiga personagem feminina do programa e, em 9 de julho de 2007, completou 3 000 episódios desde sua primeira aparição. Em agosto de 2009, a atriz completou 15 anos de participação na série e, em 30 de setembro do mesmo ano, foi introduzida ao Hall da Fama da área governamental de Frankston, em Vitória, Austrália, cidade onde viveu a maior parte de sua juventude.

### Prêmios e indicações
| Ano  | Premiação               | Categoria                                   | Obra       | Resultado | Ref.   |
| ---- | ----------------------- | ------------------------------------------- | ---------- | --------- | ------ |
| 2005 | Rose d'Or               | Melhor atuação feminina em soap opera       | Neighbours | Indicada  | [ 31 ] |
| 2008 | Digital Spy Soap Awards | Atriz mais popular                          | Neighbours | Indicada  | [ 32 ] |
| 2008 | Digital Spy Soap Awards | Melhor parceria na tela (com Alan Fletcher) | Neighbours | Indicada  | [ 32 ] |
| 2010 | TV Tonight Awards       | Artista mais subestimado                    | Neighbours | Indicada  | [ 33 ] |
| 2011 | Inside Soap Awards      | Melhor artista do Daytime                   | Neighbours | Indicada  | [ 34 ] |
| 2012 | Inside Soap Awards      | Melhor artista do Daytime                   | Neighbours | Indicada  | [ 35 ] |
| 2015 | Inside Soap Awards      | Melhor artista do Daytime                   | Neighbours | Venceu    | [ 36 ] |
| 2018 | Inside Soap Awards      | Melhor artista do Daytime                   | Neighbours | Indicada  | [ 37 ] |